# Робинсон, Джон (футболист)
Джон Роберт Кэмпбелл Робинсон (англ. John Robert Campbell Robinson; род. 29 августа 1971, Булавайо, Южная Родезия) — бывший валлийский футболист. Большую часть карьеры провёл в «Чарльтон Атлетик», также сыграл 30 матчей за сборную Уэльса.

## Ранние годы
Робинсон родился в Булавайо, Родезия (ныне Зимбабве). Его отец родом из Глазго. Позже по работе отцу вместе с семьёй пришлось переехать в Дурбан, ЮАР, затем они поселились в Сассексе, где Робинсон и осуществил свою мечту — профессионально играть в футбол.

## Карьера игрока

### Клубная карьера
Робинсон начал заниматься футболом в футбольной школе Бобби Чарльтона. Он начал свою профессиональную карьеру в «Брайтон энд Хоув Альбион», подписав свой первый контракт с клубом в 1987 году. В 1992 году он перешёл в «Чарльтон Атлетик» за 75000 фунтов стерлингов; он провёл большую часть своей карьеры в клубе на юго-востоке Лондона. За 11 лет в «Чарльтоне» он помог клубу дважды повыситься в классе, а также провёл три сезона в Премьер-лиге. В 1998 году он сыграл в матче с «Сандерлендом» в финале плей-офф за выход в Премьер-лигу, после ничьи 4:4 «Чарльтон» выиграл по пенальти со счётом 7:6, причем сам Робинсон забил один из пенальти.

Робинсон покинул клуб в конце сезона 2002/03 и присоединился к «Кардифф Сити» после того, как команда вышла в Первый дивизион. Он дебютировал в день открытия сезона 2003/04 в матче с «Ротерем Юнайтед», соперники разошлись ничьей 0:0. В октябре 2004 года Робинсон решил покинуть Кардифф и подписать контракт с «Джиллингемом». Он хотел быть ближе к своей больной матери и семье. Однако он покинул клуб после всего четырёх матчей. Он разочаровался в профессиональном футболе, заявив: 
Я не разлюбил футбол, это политика футбола, и мне не нравится становиться товаром.
 Позже он провёл по несколько матчей за «Кроли Таун» и «Льюис», прежде чем окончательно завершил карьеру.

### Международная карьера
Робинсон родился в Родезии и получил право представлять Уэльс, поскольку имел британский паспорт. Уже когда он завершил карьеру, подобный вариант выбора футбольного гражданства стал недоступен.
Робинсон сыграл 16 матчей за сборную Уэльса до 21 года. В 1995 году он дебютировал в составе основной команды в матче против Албании. Он сыграл 30 матчей и забил три гола за команду, прежде чем объявить о своём уходе со сборной в 2002 году.

## После окончания карьеры
После ухода из футбола Робинсон вместе с бывшим товарищем по «Кардиффу» Мартином Маргетсоном открыл бизнес по продаже недвижимости, также он руководит собственной футбольной школой. В 2008 году он тренировал команду школы Кентербери (Форт-Майерс, Флорида), при нём команда выиграла 15 матчей из 17. 21 мая 2013 года Робинсон был назначен главным тренером «Флорида Адреналин» из Премьер-лиги развития USL. В 2017 году он был включён в Зал славы «Чарльтон Атлетик».